# القطيلبية
القطيلبية بلدة كبيرة ومركز ناحية القطيلبية التي تتبع منطقة جبلة أحد مدن الساحل السوري في محافظة اللاذقية، وتتميز بارتفاع نسبة التحصيل العلمي مقارنة مع غيرها تبعد عن مركز مدينة جبلة حوالي 15 كم وترتفع حتى 200 متر.
من أهم القرى التابعة لها: الحرية، اللوزية، بعبدة، دوير بعبدة، برقة، حمام القراحلة، جيبول، بسنديانة، دوير بسنديانة، بسطوير، خرايب سالم، بشراغي، الحصان، البويتات، وادي القلع ،الربوة، الشزريقة،بيت العلوني، بسنة، البراعم، الكرامة، تل حويري، الدكشة، وتتنوع الزراعات الموجودة بدءاً من الحمضيات والدفيئات في المناطق المنخفضة ووصولاً إلى الزيتون والتفاحيات والكرز والكرمة. تتميز المنطقة بجمال الطبيعة.